# کمدی الهی مصور بوتیچلی

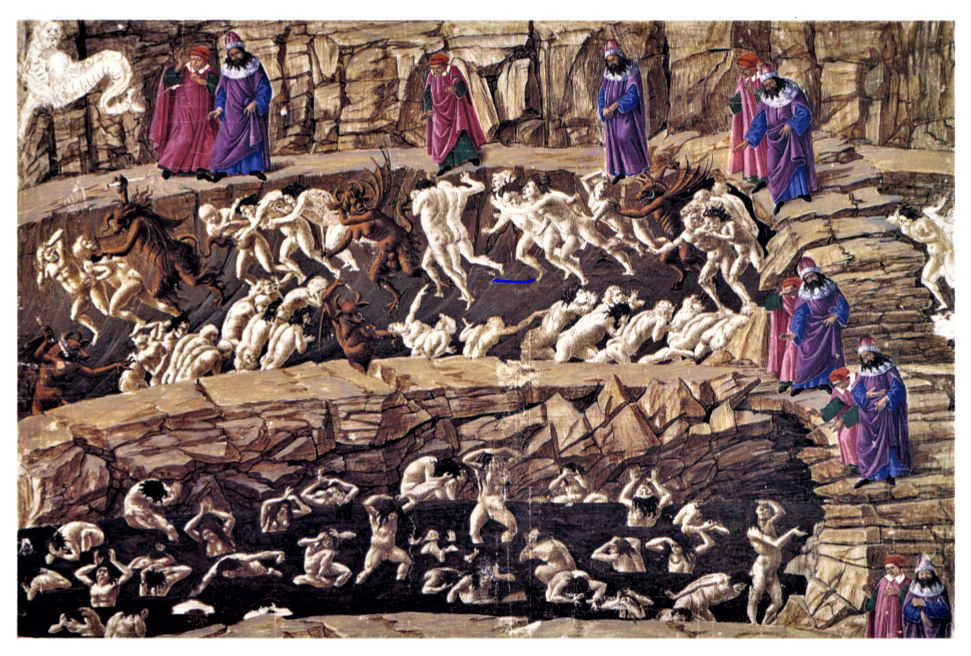
Canto XVIII، بخشی از دایره هشتم جهنم. دانته و ویرژیل هر کدام ۶ بار نشان داده شده‌اند و از طریق یک برآمدگی از 10 شکاف دایره پایین می‌آیند. یکی از تنها ۴ صفحه کاملا رنگی.

کمدی الهی مصور بوتیچلی نسخه خطی کمدی الهی دانته است که توسط ۹۲ تصویر تمام صفحه توسط ساندرو بوتیچلی به تصویر کشیده شده است که شاهکارها و از بهترین آثار نقاش دوره رنسانس به شمار می‌روند. بسیاری از تصاویر با جوهر کار شده‌اند، اما چهار صفحه کاملاً رنگی هستند.  نسخه خطی در نهایت ناپدید شد و بیشتر آن در اواخر قرن نوزدهم دوباره کشف شد، که در مجموعه دوک همیلتون توسط گوستاو فردریش واگن، با چند صفحه دیگر در کتابخانه واتیکان یافت شد.  بوتیچلی قبلاً نقاشی‌هایی تولید کرده بود که اکنون گم شده‌اند تا به حکاکی برای نسخه چاپی تبدیل شوند، اگرچه از صد کانتو فقط نوزده مورد اول به تصویر کشیده شد.
در سال 1882 قسمت اصلی نسخه خطی به مجموعه Kupferstichkabinett Berlin (موزه چاپ و طراحی) اضافه شد، زمانی که مدیر فردریش لیپمن ۸۵ نقاشی از بوتیچلی را خرید.  لیپمن به سرعت و بی سر و صدا حرکت کرده بود و زمانی که فروش اعلام شد، اعتراض قابل توجهی در مطبوعات و پارلمان بریتانیا به راه افتاد. بلافاصله پس از آن، فاش شد که هشت نقاشی دیگر از همان نسخه خطی در کتابخانه واتیکان وجود دارد. نگاره های صحافی شده در مجموعه ملکه کریستینا سوئد بود و پس از مرگ وی در رم در سال 1689 توسط پاپ الکساندر هشتم برای مجموعه واتیکان خریداری شد. زمان جداسازی این نقشه ها مشخص نیست. نقشه جهنم در مجموعه واتیکان موجود است.
چیدمان دقیق متن و تصاویر مشخص نیست، اما یک چیدمان عمودی - قرار دادن صفحه تصویر در بالای صفحه متن - توسط باربارا واتس به عنوان یک روش کارآمدتر برای ترکیب جفت‌های متن-تصویر پیشنهاد شده است. حجم طراحی شده برای باز شدن عمودی تصویر تقریباً به عرض ۴۷ و ارتفاع ۶۴ سانتی متر سانتی متر است و هم متن و هم تصویر هر کانتو را در یک صفحه قرار می دهد.
نقاشی برلین و کسانی که در مجموعه واتیکان با هم جمع شده بودند، برای اولین بار پس از قرن ها، در یک نمایشگاه  تمام ۹۲ تصویر در برلین، رم، و لندن آکادمی سلطنتی، به نمایش گذاشته شدند. (در سال 2000 – 01.)

## نسخه چاپی 1481

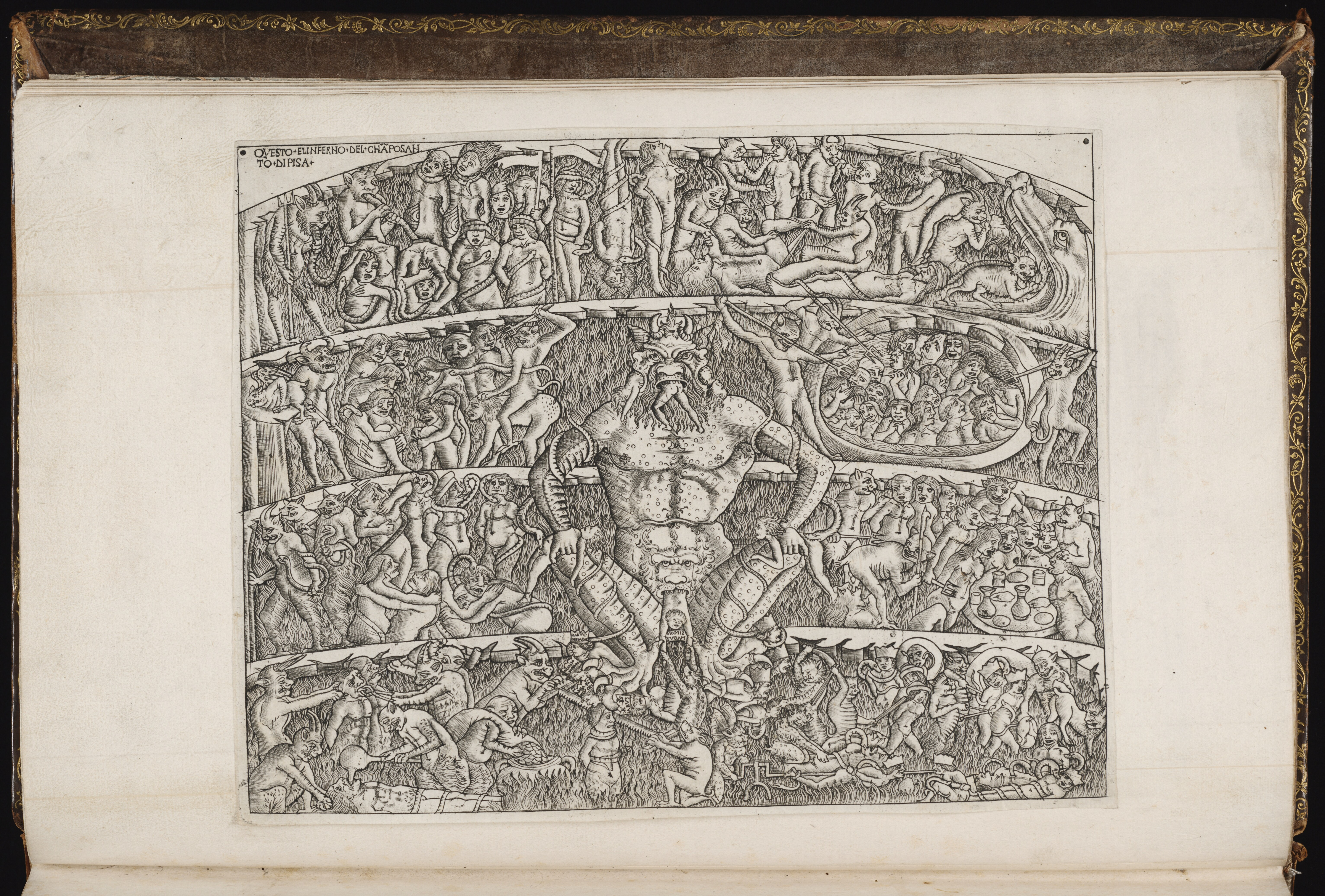
حکاکی بالدینی پس از بوتیچلی، از کتاب 1481

نقاشی‌های این دست‌نویس اولین نقاشی‌هایی نبودند که بوتیچلی برای کمدی الهی خلق کرد. او همچنین یک کمدی دیگر را به تصویر کشید، این بار نسخه چاپی با حکاکی به عنوان تصویر، که توسط نیکولو دی لورنزو دلا ماگنا در فلورانس در سال 1481 منتشر شد و وازاری از آن یاد کرده است. محققین موافقند که حکاکی‌های باچیو بالدینی از طرح‌های کشیده‌شده بوتیچلی پیروی می‌کنند، اگرچه متأسفانه بالدینی نتوانست سبک بوتیچلی را بسیار مؤثر ارائه کند.
تلاش بوتیچلی برای طراحی تصاویر یک کتاب چاپی، برای یک نقاش برجسته، بی سابقه بود، و اگرچه به نظر می رسد چیزی شبیه به شکست بوده است، نقشی برای هنرمندانی بود که آینده مهمی داشتند. وازاری با مخالفت با این نسخه نوشت: "او با ذهن پیچیده‌اش، در آنجا شرحی بر بخشی از دانته نوشت و جهنمی را که چاپ کرد، به تصویر کشید و زمان زیادی را صرف آن کرد و این پرهیز از کار منجر به مشکلات جدی در زندگی او شد."  وازاری، که زمانی زندگی می‌کرد که چاپ‌ بسیار مهم‌تر از زمان بوتیچلی شده بود، هرگز آن را جدی نمی‌گرفت، شاید به این دلیل که نقاشی‌های خودش در بازتولید فروش خوبی نداشت.
کمدی الهی از 100 کانتو تشکیل شده است و متن چاپ شده فضایی برای یک حکاکی برای هر کانتو دارد. با این حال، تنها 19 تصویر حک شده است و بیشتر نسخه های کتاب فقط دو یا سه نسخه اول را دارند. دو مورد اول و گاهاً سه مورد، معمولاً در صفحه کتاب چاپ می‌شوند، در حالی که موارد بعدی روی صفحات جداگانه چاپ می شوند که در جای خود چسبانده می‌شوند. این نشان می‌دهد که تولید حکاکی‌ها از چاپ عقب مانده است و تصاویر بعدی در کتاب های چاپی و صحافی شده چسبانده شده است و شاید به کسانی که قبلاً کتاب را خریده بودند فروخته شده است. متأسفانه بالدینی نه بسیار با تجربه بود و نه یک حکاکی با استعداد، و قادر به بیان ظرافت سبک بوتیچلی در صفحه‌های خود نبود. ممکن است این پروژه با احضار بوتیچلی به رم برای شرکت در پروژه نقاشی دیواری کلیسای سیستین مختل شده باشد. او احتمالا از ژوئیه 1481 تا مه 1482 دور بود.

## مفهوم و پیشرفت نسخه خطی

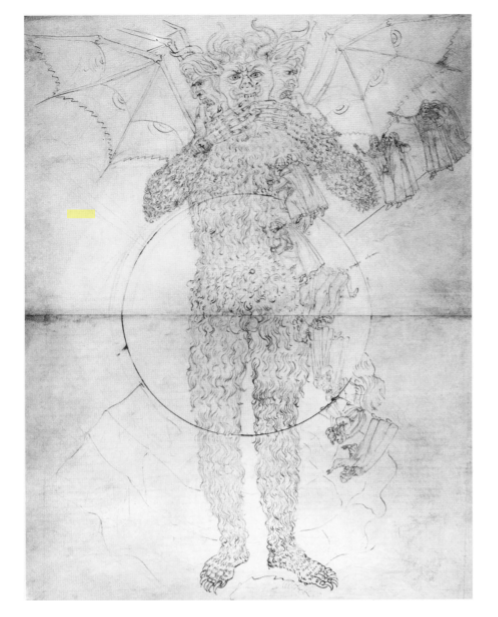
دومین نقاشی لوسیفر توسط بوتیچلی از Inferno XXXIV. تصویر لوسیفر دو صفحه را در بر می گیرد و خارج از ساختار تصویرسازی متن قرار دارد و روایت سریال را یکسان می‌کند. همچنین داستان کامل Inferno canto XXXIV را نشان می دهد و موقعیت جغرافیایی لوسیفر را در جهنم نشان می دهد.

اغلب تصور می‌شود که طراحی های بوتیچلی به سفارش لورنزو دی پیرفرانچسکو د مدیچی ، حامی مهم این هنرمند، انجام شده است. نویسنده اوایل قرن شانزدهم معروف به Anonimo Magliabecchiano می‌گوید که بوتیچلی دانته‌ای را برای لورنزو روی پوست نقاشی کرده است، اما به نظر می‌رسد که این یک اثر کامل شده است. از طرف دیگر، نقاشی‌هایی که ما داریم ممکن است مجموعه‌ای متفاوت برای استفاده و لذت بوتیچلی باشد، که نتیجه رونالد لایت‌باون است.
اگرچه کتاب چاپ شده و مصور به سرعت در دهه‌های آخر قرن پانزدهم جایگزین نسخه خطی سنتی و بسیار گران قیمت می‌شد، اما بزرگ ترین کتاب شناسان هنوز نسخه‌های خطی را سفارش می‌دادند،  و این تا قرن بعد نیز ادامه داشت، از هنرمندانی مانند جولیو کلویو (1498-1578)، که شاید آخرین هنرمند بزرگی بود که عمدتاً  تذهیب نسخه خطی انجام می‌داد.
این نقاشی‌ها دست نوشته‌ای از کمدی الهی دانته را نشان می‌دهد. قرار بود کل دنباله موضوعی هر کانتو با طراحی تمام صفحه خود توسط بوتیچلی به تصویر کشیده شود. به طور معمول، تا قرن پانزدهم، در هر تصویر قاب شده در دانتس مصور، یک حادثه واحد مانند سایر آثار روایی نشان داده می‌شد. بوتیچلی این سنت را با یک روایت مستمر دیگر ترکیب می‌کرد، جایی که حوادث مکرر نشان داده می‌شد، معمولا بدون قاب و در حاشیه زیر متن. بنابراین چهره های اصلی دانته، ویرژیل و بئاتریس اغلب چندین بار در یک تصویر ظاهر می‌شوند.
دو طرح دیگر هم وجود دارد، یک نقشه از جهنم قبل از دوزخ ، و یک طراحی دو صفحه ای از لوسیفر که نزول دانته و ویرژیل به جهنم را نشان می دهد. متن در پشت نقشه ها نوشته شده است، به طوری که در همان صفحه نقاشی بعدی بود. طبق معمول، متن قبل از شروع تصاویر تکمیل شده و حروف بزرگی که قرار بود روشن شوند حذف شده‌اند.
تاریخ دقیق ایجاد تصاویر مشخص نیست، اما توافق شده است که آنها در یک دوره چند ساله تولید شده‌اند و یک پیشرفت سبکی نیز در این روند شناسایی شده است. تخمین‌ها بین شروع در حدود اواسط دهه 1480 و اتمام آخرین آنها در تقریباً یک دهه بعد،  و دوره‌ای بین حدود 1480 و 1505 (زمانی که لورنزو دی پیرفرانچسکو مرده بود) متفاوت است. بوتیچلی هرگز این کار را تمام نکرد. بسیاری از تصاویر به طور کامل ترسیم نشده‌اند و تنها برای چهار مورد از آنها نورپردازی کامل شده است. با این حال، نقاشی‌ها به قدری هنری و زیبای هستند که به عنوان «مرکز دستاورد هنری بوتیچلی» توصیف شده‌اند و اهمیتشان کمتر از Primavera نیست . آنها تا حد زیادی نمایانگر بخش عمده ای از نقاشی‌های باقی مانده از بوتیچلی هستند. از تعداد کمی از صفحه‌های باقی مانده، هیچ کدام مستقیماً به نقاشی‌های باقی مانده مربوط نمی‌شود.
تصور می‌شود که بوتیچلی طراحی‌ها را تقریباً دنباله‌ روی متن آغاز کرده است. نقاشی Canto I of Inferno دارای شکلهایی در مقیاس بزرگتر از آنچه در کانتوهای بعدی استفاده شده است، تا انتهای Purgatorio است . طراحی‌های اولیه دوزخ عموماً کامل‌ترین هستند   اما کانتوهای II تا VII، XI و XIV وجود ندارند، اگرچه احتمالاً توسط بوتیچلی ساخته شده است. صفحات متنی برای آخرین کانتوها Paradiso ، XXXI تا XXXIII را داریم، اما طراحی‌های آنها هرگز آغاز نشدند. درجات متفاوت تکمیل، و اعداد کانتو و خطوط اول متن منطبق که در برخی از دنباله‌های صفحات حک شده است اما در برخی دیگر نه، همگی درک پیشرفت بوتیچلی را پیچیده می‌کنند و بحث‌های گسترده‌ای در مورد آنها وجود دارد.

## تکنیک

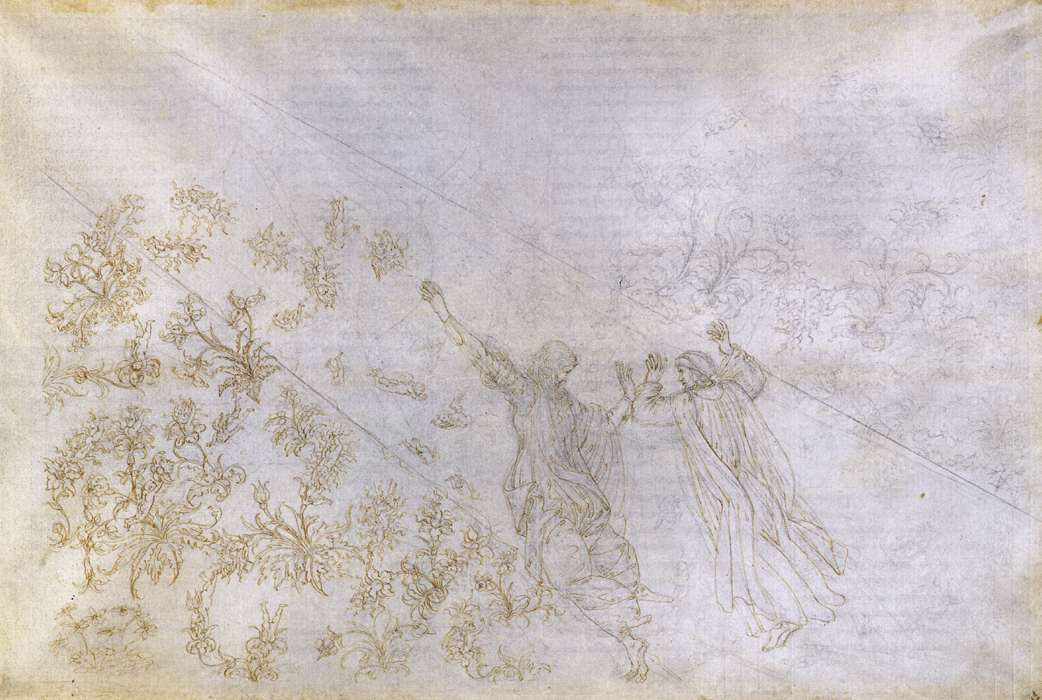
Paradise, Canto XXX. پوشش گیاهی و شکل های کوچک سمت چپ مسیر روی آن جوهر کاری شده است. در سمت راست فقط مرحله silverpoint انجام شده است.

هر صفحه ابتدا با یک قلم فلزی کشیده شده و خطوطی باقی مانده که اکنون بسیار کم رنگ شده‌اند. تغییرات زیادی مشهود است که به راحتی در این تکنیک ایجاد می‌شود. مرحله بعدی این بود که با قلم و جوهر سیاه یا قهوه ای از روی این خطوط عبور کنند. بسیاری از صفحات فراتر از این مراحل، که اغلب با هم در یک صفحه یافت می‌شوند و فقط برخی از قسمت‌های آن جوهر می‌شوند، خارج نشده‌اند. سایر صفحات هنوز اصلاً جوهرگذاری نشده‌اند. تنها چهار صفحه به طور کامل مرحله نهایی رنگ آمیزی را در تمپرا دریافت کرده‌اند، در حالیکه بقیه صفحات تنها بخشی رنگی دارند و آنهم معمولا فقط چهره های اصلی است. استدلال شده است که بوتیچلی، یا حامی او، نقاشی های بدون رنگ را ترجیح می‌دهد، و عمدا بقیه را ترک می کند، اما این مورد توسط اکثر محققان پذیرفته نمی‌شود.

## ساختار و نوآوری ها

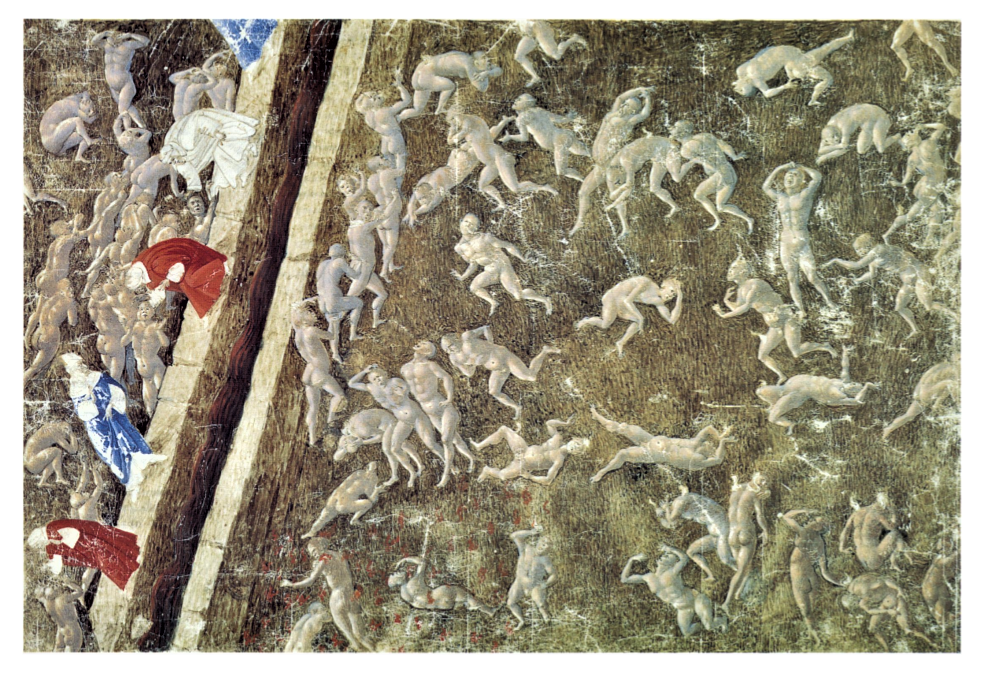
تصویر کانتو پانزدهم بخشی از دور سوم Inferno است که مجازات کسانی را که علیه خدا، طبیعت و هنر رفتار خشونت آمیز انجام داده‌اند را به تصویر می‌کشد.

دست نوشته های بوتیچلی چندین نوآوری را در نحوه ارائه متن و تصاویر در جلد گنجانده است. در دیگر نسخه‌های خطی مصور مشابه دوزخ دانته، از تصاویر متعددی برای به تصویر کشیدن وقایع توصیف‌شده در یک کانتو استفاده شده است. علاوه بر این، بیشتر فضا در یک صفحه به تصویر و تفسیر مربوطه داده شده در حالی که بخش متن در مقایسه با آن کوچکتر است. بنابراین، یک کانتو در چندین صفحه پخش می‌شود. چیدمان متن و تصویر بوتیچلی با ارائه متن در یک صفحه در چهار ستون عمودی نوآوری می‌کند.
علاوه بر این، بر خلاف آثار مشابه، نسخه خطی بوتیچلی تنها از یک تصویر در هر کانتو استفاده می‌کند که یک صفحه کامل را اشغال می‌کرد و تصویری یکپارچه از توالی رویدادهای یک کانتو را در قالب عمودی ارائه می‌کرد. به این ترتیب، خوانندگان می‌دانند که وقتی به یک صفحه جدید می‌روند، وارد توالی موضوعی یک کانتو جدید می‌شوند. متن هر کانتو، از چپ به راست، تا حد زیادی با  تصویری مطابقت دارد، زیرا خواننده تصویر را از گوشه سمت چپ بالا مشاهده می‌کند و سپس به سمت پایین ادامه می‌دهد. این نشان دهنده ساختار عمودی هبوط این دو شاعر از دایره‌های نه گانه جهنم است. دو تصویر اضافی از نقشه جهنم و لوسیفر خارج از این ساختار متن کانتو قرار دارند، بنابراین عنصری از تداوم را ارائه می‌دهند که کار را متحد می‌کند. نقاشی دوم لوسیفر توسط بوتیچلی از دوزخ XXXIV دو صفحه را شامل می شود و خارج از ساختار تصویرسازی متن قرار دارد و روایت مجموعه را متحد می‌کند. همچنین داستان کامل Inferno canto XXXIV را نشان می‌دهد و موقعیت جغرافیایی لوسیفر را در جهنم نشان می‌دهد.
بوتیچلی سطوح زمین تصاویر دور دوم و سوم Inferno را به صورت عمودی ارائه می‌‌کند. اگرچه تصاویر سه دور اول تصاویر متفاوتی را به تصویر می‌کشند، چشم‌انداز عمودی آنها را به یک واحد پیوند می‌دهد. دور سوم شامل تصاویری برای کانتوهای پانزدهم، شانزدهم و شانزدهم است که مجازات کسانی را که با خشونت علیه خد، طبیعت و هنر مرتکب گناه شده‌اند، به تصویر می‌‌کشد.
بوتیچلی از سیزده نقاشی برای نشان دادن دایره هشتم جهنم استفاده می کند که ده شکاف را به تصویر می‌کشد که دانته و ویرژیل از طریق یک خط الراس پایین می‌آیند.

## ابعاد

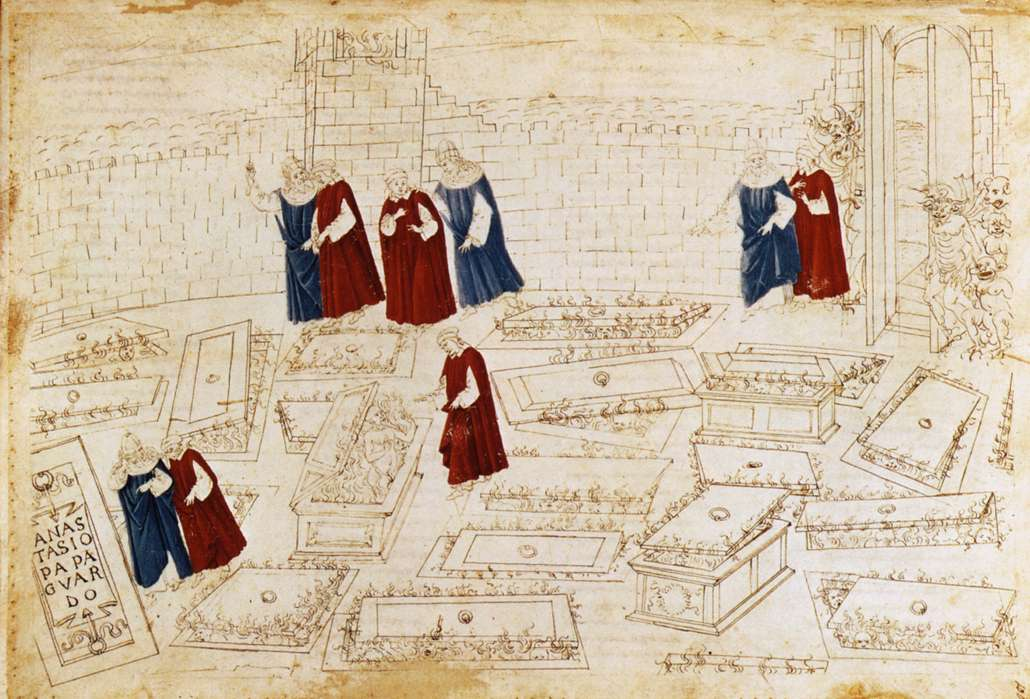
Inferno X، فقط با رنگ دانته (قرمز) و ویرژیل (آبی).

هر صفحه از نسخه خطی تقریباً 32 سانتی متر ارتفاع و47  سانتی متر عرض داشت. از آنجایی که متن هر کانتو در یک صفحه نوشته شده بود و تصویر همراه آن در یک صفحه جداگانه قرار داشت، چیدمان دو صفحه در قالب افقی غیرعملی بود زیرا تقریباً ۹۴ سانتیمتر (۳۷ اینچ) می‌شد. این امر مستلزم این است که خوانندگان سر خود را از چپ به راست بچرخانند در حالی که سعی می کنند ستون های متن در سمت چپ را به تصویر سمت راست متصل کنند. چیدمان عمودی، چیدن صفحه تصویر در بالای صفحه متن، روش کارآمدتری برای ترکیب جفت تصویر-متن است.   طراحی عمودی سناریوی محتمل تری برای دستنوشته بوتیچلی است. اگر صحافی نسخه خطی به صورت عمودی باز شود، ابعاد آن تقریباً ۴۷ سانتیمتر (۱۹ اینچ) عرض و ۶۴ سانتیمتر (۲۵ اینچ) ارتفاع خواهد بود، و هم متن و هم تصویر را در یک صفحه قرار می دهد. این امر خواندن متن و مشاهده نقاشی هر کانتو را آسان تر و کارآمدتر می کرد.